# Pavimento resiliente
Un pavimento resiliente è un pavimento costituito da materiali che offrono una maggiore flessibilità rispetto ai cosiddetti pavimenti duri.
Tali materiali sottoposti ad una pressione applicata in superficie hanno la proprietà, detta appunto resilienza, di deformarsi in maniera elastica riassumendo la configurazione iniziale una volta eliminata la sollecitazione esterna.
A questa categoria appartengono i pavimenti in gomma, pvc, linoleum, agugliato e moquette. Storicamente il primo pavimento resiliente che ha avuto larga applicazione è stato il linoleum, ampiamente prodotto (anche in Italia) partendo da materie prime naturali. I pavimenti resilienti sono molto usati negli ospedali, scuole e locali pubblici.
Le moderne piste e pedane per l'atletica leggera hanno una pavimentazione altamente resiliente che agevola la prestazione sportiva restituendo la potenza che gli atleti scaricano a terra e permette risultati sportivi molto migliori rispetto alle vecchie piste in tennisolite (una terra particolare) o cenere. Il primo esempio di pista con pavimentazione ad elevata resilienza si è avuto alle Olimpiadi del 1968 di Città del Messico, con le piste in Tartan. Il Tartan è un marchio registrato di cui è depositaria per la vendita e la produzione la ditta americana Athletic Polymer Systems, Inc. (APS). Il prodotto viene posato in opera insieme ad altri strati di materiale: sulla base di asfalto comune (spessa circa 2-3 cm) viene colato un impasto caldo di sabbia e caucciù (ed in passato anche talvolta amianto), nel quale, prima del raffreddamento vengono annegati dei trucioli di gomma  poliuretanica dalle dimensioni variabili che, dopo il raffreddamento gli conferiscono la necessaria ruvidezza.
Nel corso degli anni, la tecnologia relativa al Tartan ha fatto grandi progressi ed anche altre aziende hanno cominciato a produrre superfici in resina poliuretanica per l'atletica. I loro prodotti, che talvolta vengono inopportunamente chiamati Tartan, hanno contribuito al miglioramento delle piste sia in termini di sicurezza sia in termini di prestazioni degli atleti, che sono arrivati ad ottenere risultati fino a qualche anno prima impensabili.
Se le piste con pavimentazioni altamente resilienti come il Tartan sono ottime per i risultati che consentono di ottenere, sono invece da sconsigliare per chi fa jogging. Restituendo la potenza che il corridore scarica a terra comportano sollecitazioni eccessive a carico dei muscoli e dei tendini; possono causare disturbi infiammatori e, più raramente, microfratture a livello del piede.